# Ахмед Дюрри-эфенди
Ахмед Дюрри-эфенди — турецкий посол султана Ахмеда III, посланный в Иран перед Турецко-персидской войной (1723—1727). Официально посол занимался установлением договорённостей по открывшимся после подписания Пожаревацкого мира возможностям заключения австрийско-иранских торговых отношений. После завершения своей дипломатическо-разведывательной миссии Ахмед Дюрри написал интересную для историков Сефаретнаме («Посольскую книгу») в которой в негативном свете описал шиитские нравы Сефевидского двора.